# William Mitchell Ramsay
William Mitchell Ramsay (ur. 15 marca 1851 w Glasgow, zm. 20 kwietnia 1939 w Bournemouth) – brytyjski archeolog i znawca Nowego Testamentu. Autor ponad 20 książek.
Był pierwszym profesorem archeologii klasycznej na Uniwersytecie Oksfordzkim i pionierem badań archeologicznych na terenie dzisiejszej zachodniej Turcji. Odegrał ważną rolę w historii badań epigraficznych i topograficznych w Azji Mniejszej. W 1883 roku, będąc profesorem na Uniwersytecie w Aberdeen, odkrył inskrypcję Abercjusza. Jako pierwszy wymienił stanowisko Zeyve Höyük w 1899 roku.

## Biografia
Urodził się w 1851 roku jako najmłodszy syn prawnika Thomasa Ramsaya i jego żony Jane Mitchell (córki Williama Mitchella – szkockiego biznesmena). Jego ojciec zmarł, gdy miał sześć lat, a rodzina przeniosła się z miasta do rodzinnego domu na wsi, w pobliżu Alloa.  
W 1885 został wybrany profesorem sztuki klasycznej w Oxfordzie, a w następnym roku profesorem humanistyki w Aberdeen, gdzie pozostał aż do przejścia na emeryturę w 1911. Od 1880 r. dużo podróżował po Azji Mniejszej i szybko stał się uznanym autorytetem we wszystkich sprawach związanymi z podróżami misyjnymi św. Pawła i chrześcijaństwa we wczesnym Cesarstwie Rzymskim. W 1893 został odznaczony Złotym Medalem Papieża Leona XIII.
Opublikował obszernie historię, geografię i epigrafię Półwyspu Azji Mniejszej: jego dwa tomy „Miasta i biskupstwa Frygii” (1895 i 1897) pozostają standardowymi pracami dotyczącymi topografii doliny rzeki Lycus i środkowej Frygii.
Podróżując po Azji i Bliskim Wschodzie, Ramsay był pod wrażeniem historycznej dokładności i dowodów Nowego Testamentu. Później wyznał, że zaczynał badania z nieprzychylnym nastawieniem, a sceptycyzm wobec chrześcijaństwa wyniósł ze szkoły w Tybindze. Nawrócił się po sprawdzeniu prawdziwości wielu wydarzeń opisanych w relacjach Nowego Testamentu. Daleki od atakowania relacji biblijnych, Ramsay wydał książkę „Św. Paweł, podróżnik i obywatel rzymski”, która miała potwierdzić wiarygodność biblijnych relacji.  
W 1906 roku otrzymał tytuł szlachecki za wybitne zasługi dla świata naukowego. Został odznaczony medalem wiktoriańskim przez Królewskie Towarzystwo Geograficzne, a także przez Uniwersytet Pensylwanii. Do końca życia był czynnym pisarzem i wykładowcą.